# Maria Gripe
Maria Gripe, nata Maja Stina Walter (Vaxholm, 25 luglio 1923 – Salem, 5 aprile 2007), è stata una scrittrice svedese.
Autrice di letteratura per ragazzi, in cui vengono riportati le ambientazioni di Poe e delle sorelle Brontë, i suoi libri sono considerati dei classici in tutta la Scandinavia e pubblicati in tutto il mondo.
Tra le sue opere maggiori vi sono la trilogia di Hugo e Josephine e la serie di Elvis Karlsson.
Ha vinto vari premi tra cui la Targa Nils Holgersson nel 1963, il Premio Astrid Lindgren nel 1972 e il Premio Hans Christian Andersen nel 1974.

## Opere pubblicate in lingua italiana
- Il mistero di Agnes Cecilia, traduzione di Laura Cangemi, Casale Monferrato, Piemme, 1994
- I figli del mastro vetraio, traduzione di Laura Cangemi, Iperborea, 2018
- Lo scarabeo vola al tramonto, traduzione di Laura Cangemi, Iperborea, 2022

## Filmografia

### Sceneggiatrice
- Ugo e Josefin (Hugo och Josefin), regia di Kjell Grede (1967)
- Agnes Cecilia – En sällsam historia, regia di Anders Grönros (1991)